# Tenente
Il tenente (in alcuni paesi, primo tenente) è il secondo grado degli ufficiali inferiori, superiore al sottotenente (in alcuni paesi, secondo tenente o alfiere) e inferiore al capitano. Il termine deriva dal francese lieutenant, luogotenente, ovvero colui che tiene il posto (luogo) di un altro.

## Italia

### Forze armate

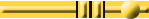
soggolo da tenente dell'Esercito Italiano

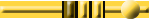
soggolo da tenente comandante di compagnia in sede vacante

Il grado di tenente, abbreviato Ten., è impiegato da Esercito Italiano, Carabinieri, Guardia di Finanza e Aeronautica Militare. Nella Marina Militare il grado omologo è sottotenente di vascello, mentre con il termine tenente di vascello si indica il grado immediatamente superiore e corrispondente a quello di capitano per le altre forze armate.
Il codice di corrispondenza, nella scala gerarchica delle forze armate dei paesi membri della NATO, è OF-1.
Il distintivo di grado del tenente dell'Esercito Italiano, dei Carabinieri e della Guardia di Finanza è costituito da due stellette. Il distintivo di grado del tenente dell'Aeronautica Militare è costituito da una losanga e da un binario (striscia orizzontale), per la Marina Militare, il cui grado omologo è sottotenente di vascello, da un giro di bitta e un binario.
I tenenti con incarico di comandanti di reparto portano, oltre alle due stellette dorate, una stelletta aggiuntiva color bronzo con il bordo dorato, che costituisce "distintivo di comando".
Esercito

Distintivo per controspallina di tenente dell'Esercito Italiano
Distintivo di tenente con incarico del grado superiore

Marina Militare, Aeronautica Militare, Arma dei Carabinieri

Distintivo per paramano di sottotenente di vascello della Marina Militare Italiana
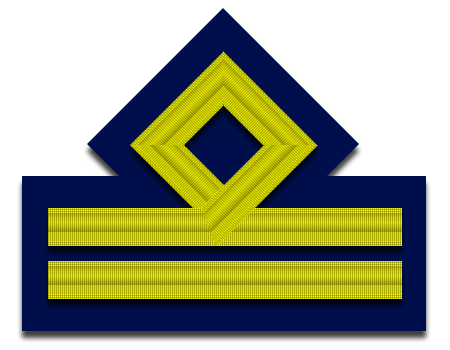
Distintivo per paramano di tenente dell'Aeronautica Militare Italiana
Distintivo per controspallina di tenente dell'Arma dei Carabinieri

### Comparazione con le qualifiche dei corpi a ordinamento militare

Distintivo di grado per controspallina di tenente della Guardia di Finanza
Distintivo di grado per controspallina di vice ispettrice provinciale del Corpo delle Infermiere Volontarie della Croce Rossa Italiana

### Comparazione con le qualifiche dei corpi a ordinamento civile
Nei corpi di polizia i "gradi" sono stati sostituiti dalle "qualifiche" solo in parte corrispondenti ai gradi militari vigenti nell'Esercito Italiano, nell'Arma dei Carabinieri e nella Guardia di Finanza. L'art. 32 del decreto legislativo n. 298 del 2000 "Riordino del reclutamento, dello stato giuridico e dell'avanzamento degli ufficiali dell'Arma dei carabinieri, a norma dell'articolo 1 della legge 31 marzo 2000, n. 78", ha fissato la seguente equiparazione tra gradi e qualifiche:

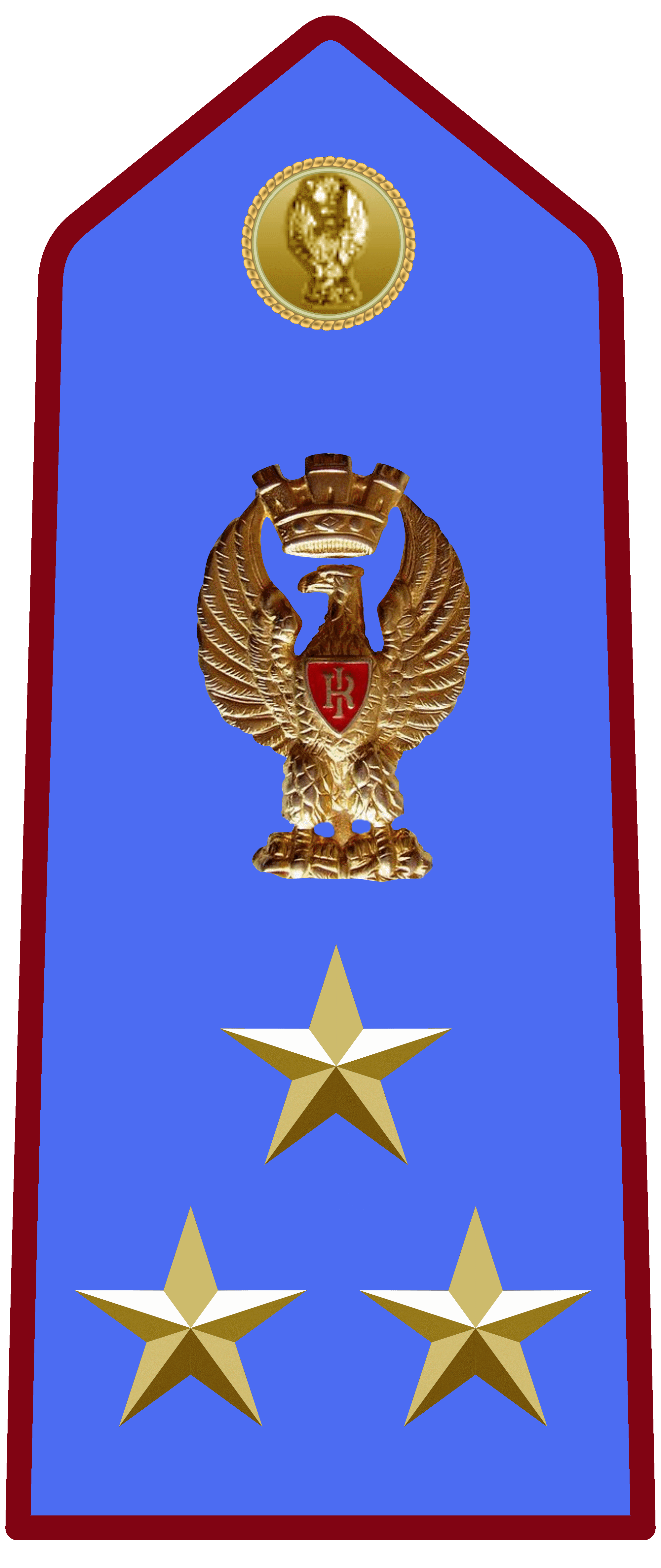
Distintivo di qualifica per controspallina di commissario del ruolo direttivo ordinario della Polizia di Stato
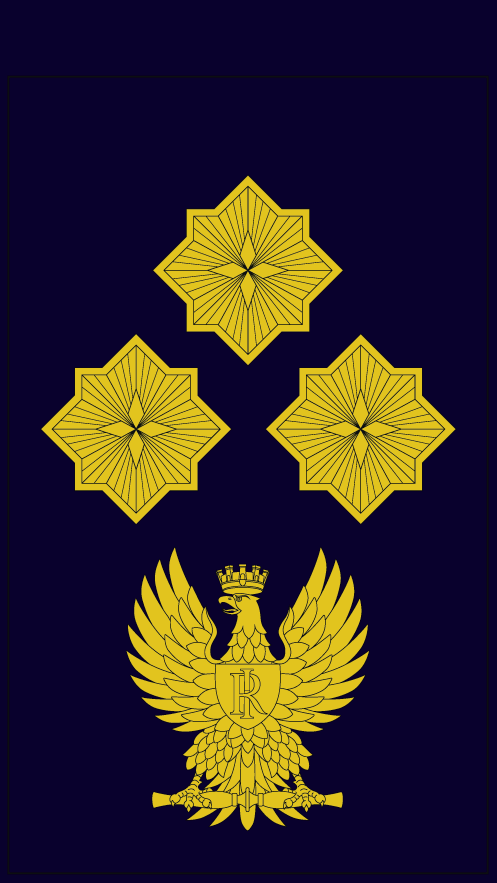
Distintivo di qualifica per controspallina di commissario del ruolo direttivo speciale della Polizia di Stato
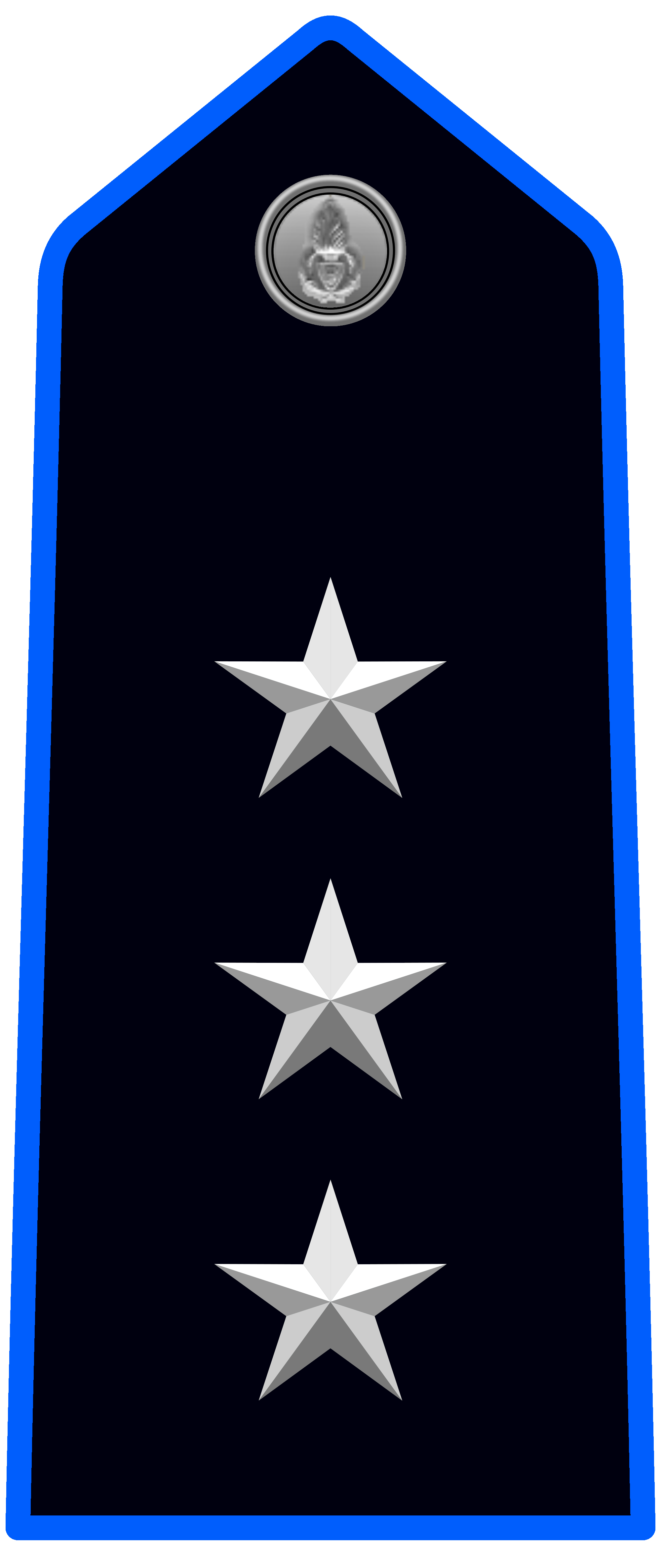
Distintivo di qualifica per controspallina di commissario della Polizia penitenziaria
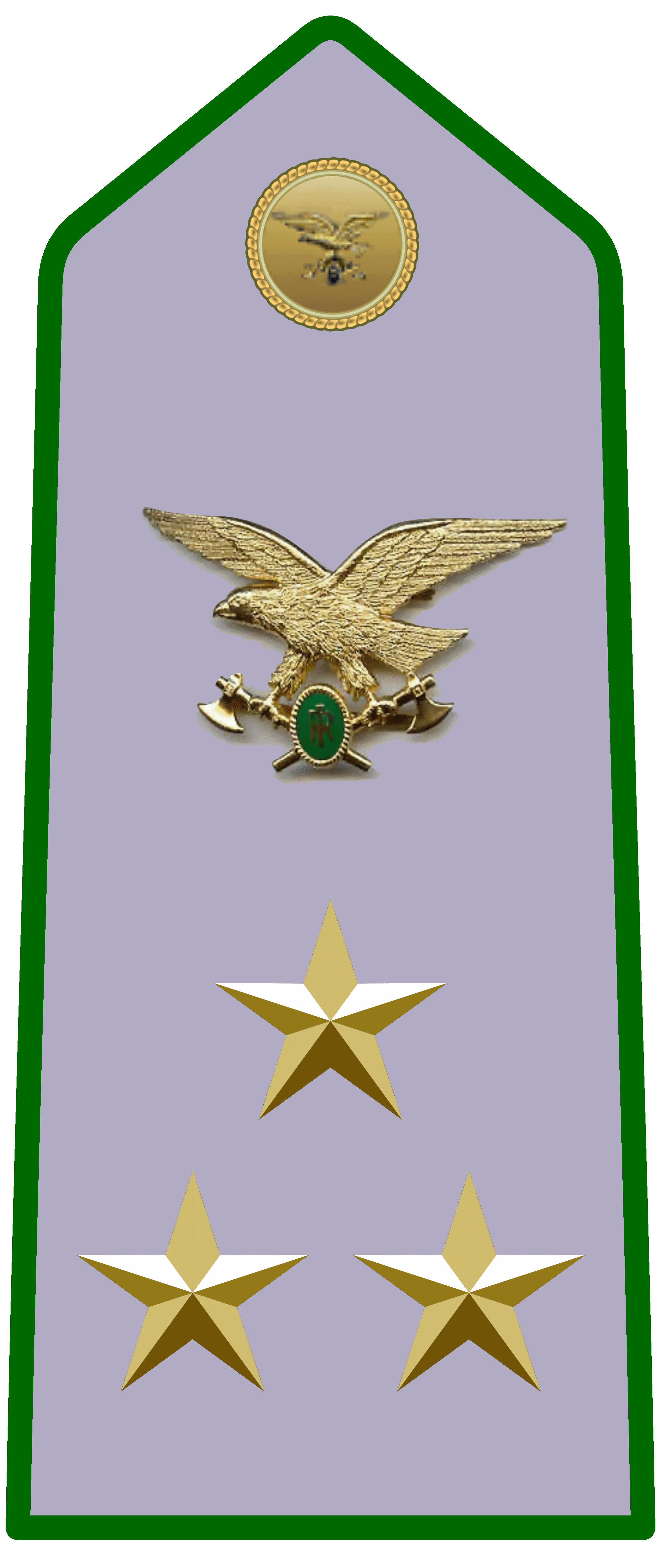
Distintivo di qualifica per controspallina di commissario del ruolo direttivo dei funzionari del Corpo forestale dello Stato
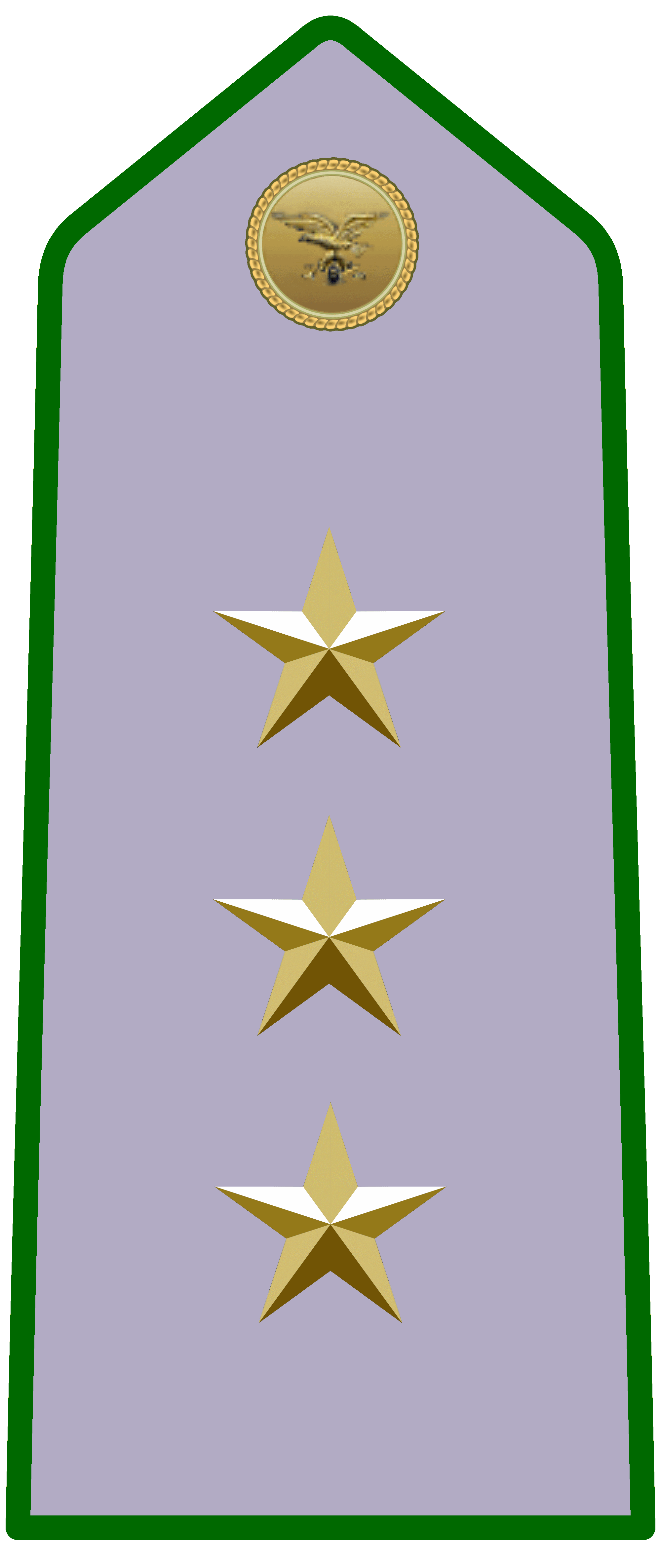
Distintivo di qualifica per controspallina di commissario del ruolo direttivo speciale del Corpo forestale dello Stato
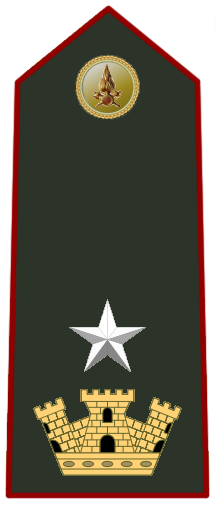
Distintivo di qualifica per controspallina di vice direttore del Corpo nazionale dei vigili del fuoco

## San Marino

### Corpo della Gendarmeria
Nel Gendarmeria di San Marino è previsto il grado di tenente, facente parte degli ufficiali subalterni.

Insegna di grado per controspallina di tenente della Gendarmeria di San Marino.

## Svizzera
(IT) : Tenente, (FR) : Lieutenant, (DE) : Leutnant

Distintivo di tenente

Nell'esercito svizzero, il grado di tenente (abbreviato ten) è il primo grado degli ufficiali subalterni. Il suo compito, in generale, è quello di capo sezione (comanda 20-40 soldati e qualche sergente). Ma talvolta può assumere il ruolo di ufficiale di compagnia (cioè aiuta il comandante di compagnia) o essere comandante di una centrale di trasporto di un battaglione. Il tenente in via straordinaria può essere il rimpiazzante del comandante di compagnia, carica che normalmente spetta a un capitano.

## Regno Unito e Stati Uniti
Il grado di tenente (inglese lieutenant) delle forze armate britanniche corrisponde, nelle forze armate italiane, a quello di tenente dell'Esercito e dell'Aeronautica Militare. Negli Stati Uniti invece, il  lieutenant della Marina militare e della Guardia costiera statunitensi e nella Royal Navy Britannica, il grado corrisponde al tenente di vascello della Marina Militare Italiana mentre l'omologo dell'italiano tenente dell'Esercito e dell'Aeronautica Militare nello US Army e nella US Air Force è quello di primo tenente.

## Russia
Nelle forze armate della federazione russa il grado di tenente (russo: Лейтенант; traslitterato: Lejtenant) è inferiore al grado di primo tenente (russo: Старший лейтенант; traslitterato: Stáršij Lejtenant; traduzione letterale: tenente anziano) e superiore al grado di sottotenente (russo: Мла́дший лейтена́нт; traslitterato: Mládšij lejtenant; traduzione letterale: tenente inferiore).
Nell'Impero russo la denominazione del grado nell'Esercito imperiale era Poručik

## Germania
Nelle forze armate tedesche il grado Leutnant è omologo del sottotenente delle forze armate italiane; il tenente è invece omologo al grado Oberleutnant. Nella Deutsche Marine viene aggiunto zur See, cioè ‘a mare’, e il grado è Leutnant zur See, omologo del guardiamarina della Marina Militare Italiana.

## Grecia
Ypolochagos (Υπολοχαγός, letteralmente ipolocago, abbreviato Υπλγος, cioè sottolocago) è un grado dell'Esercito Ellenico, superiore ad Anthypolochagos (sottotenente) e inferiore a Lochagos (capitano), omologo del primo tenente dell'Esercito americano e del tenente dell'Esercito Italiano.
Agli ufficiali che detengono questo grado i loro subordinati si rivolgono loro con  "Kyrie Ypolochage" (Κύριε Υπολοχαγέ) mentre i loro superiori si rivolgono con "Ypolochage" seguito dal cognome.
Il distintivo di grado è costituito da due stelle argentate a sei punte.

controspallina di Ypolochagos (1937–1968)
controspallina di Ypolochagos dal 1968

## Il grado di tenente nel mondo
Di seguito è riportata una lista dell'equivalente del grado per le principali forze armate mondiali:
|                                                                                              | |                                                                                       |                                                                                      |
| ArgentinaTeniente AustraliaLieutenant CanadaLieutenant CinaChung wei, 中尉 DanimarcaLøjtnant | FinlandiaLuutnantti o Löjtnant FranciaLieutenant GermaniaLeutnant GiapponeNitō-rikui、二等陸尉(Rikugun-Chūi, 陸軍中尉) GreciaAntupolochagós, ανθυπολοχαγός | IranSotvan IrlandaLieutenant IsraeleSégen, סגן NorvegiaLøytnant Regno UnitoLieutenant | RussiaLejtenant, лейтенант SpagnaTeniente SveziaLöjtnant Stati UnitiFirst Lieutenant |